# Ouzouer-sous-Bellegarde
Ouzouer-sous-Bellegarde är en kommun i departementet Loiret i regionen Centre-Val de Loire strax norr Frankrikes mitt. Kommunen ligger i kantonen Bellegarde som tillhör arrondissementet Montargis. År 2022 hade Ouzouer-sous-Bellegarde 314 invånare.

## Befolkningsutveckling
Antalet invånare i kommunen Ouzouer-sous-Bellegarde
| Referens: INSEE |